# Cyrtomium fortunei
Espèce
Répartition géographique
Le Cyrtomium de Fortune - Cyrtomium fortunei - est une fougère de la famille des Dryopteridacées.

## Description

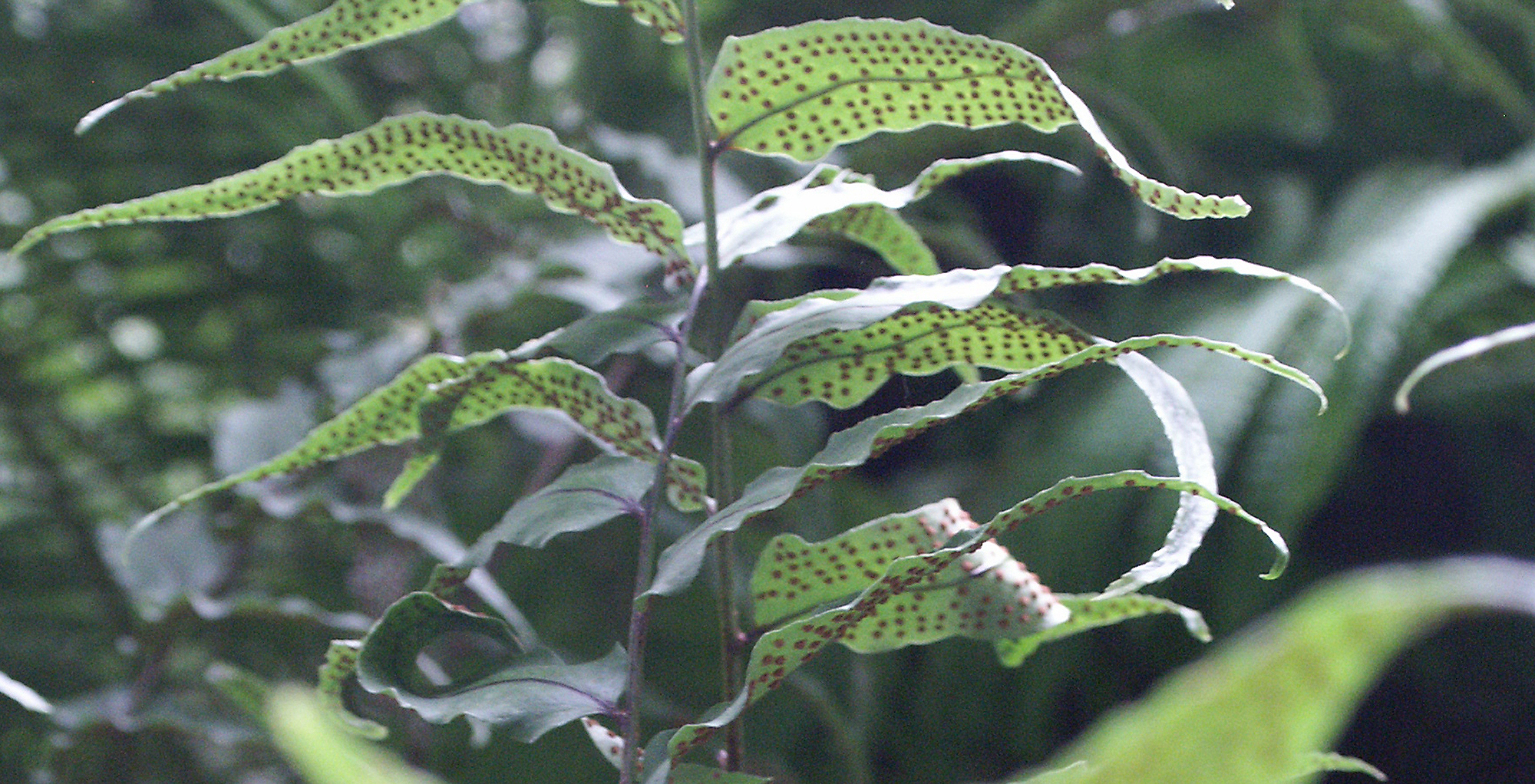
Fronde avec sores

La fougère présente un aspect peu touffu.
Les frondes peuvent mesurer jusqu'à 80 cm de long, assez coriaces, sur un court rhizome brun-clair.
Elles sont complètement divisées en 8 à 22 paires de folioles d'une dizaine de centimètres de long sur 3 à 4 de large, lancéolés, denticulés et assez resserrés sur le pétiole (moins que Cyrtomium falcatum). Ils ont une disposition alterne (ceux d'un côté sont légèrement décalés par rapport à ceux du côté opposé).
Les sores sont ronds et disposés régulièrement.
Les références concernant le nombre de chromosomes de cette espèce conduisent de 41 paires à 123 paires (espèce hexaploïde), ce dernier dénombrement étant le plus fréquent et récent.

## Répartition
Cette fougère est originaire d'Asie (Indochine, Chine, Japon, Corée). On peut la trouver en France, échappée de jardins, en région méditerranéenne dans les lieux humides et ombragés.

## Utilisation
La principale utilisation est ornementale : sa diffusion comme plante ornementale se développe en France et quelques horticulteurs la commercialisent. Elle est résistante à des températures inférieures à -15 °C.

## Historique et position taxinomique
Cette fougère est décrite une première fois en 1866 par John Smith à partir d'un exemplaire collecté par Robert Fortune au Japon et conservé dans son herbier, sans pouvoir d'abord la distinguer de Cyrtomium falcatum mais qu'il a pu, à partir d'exemplaires vivants, distinguer par son limbe mat et sa plus petite taille. Il la dédie à son collecteur.
En 1896, Tomitarō Makino en fait une variété de Aspidium falcatum (i.e. Cyrtomium falcatum) : Aspidium falcatum var. fortunei (J.Sm.) Makino.
En 1904, Ninzo Matsumura en fait une variété de Polystichum falcatum (i.e. Cyrtomium falcatum) : Polystichum falcatum var. fortunei (J.Sm.) Matsum..
En 1925, Takenoshin Nakai en fait une espèce à part entière du genre Polystichum : Polystichum fortunei (J.Sm.) Nakai.
En 1947, Edwin Bingham Copeland la déplace dans le genre décrit par Karel Bořivoj Presl Phanerophlebia : Phanerophlebia fortunei (J.Sm.) Copel.. Les index Tropicos et The Plant List signalent cette espèce sans toutefois en faire un synonyme de Cyrtomium fortunei.
En 1965, K. H. Shing, à la suite de Ren Chang Ching, confirme le classement original de Cyrtomium fortunei dans le genre Cyrtomium (article en référence), suivi en 1996 par George Yatskievych.
Ces différents reclassements illustrent la proximité des genres Cyrtomium, Polystichum et Phanerophlebia.
Cette espèce compte donc les synonymes suivants :
- Aspidium falcatum var. fortunei (J.Sm.) Makino
- Phanerophlebia fortunei (J.Sm.) Copel.
- Polystichum falcatum var. fortunei (J.Sm.) Matsum.
- Polystichum fortunei (J.Sm.) Nakai

Elle compte aussi les variétés et formes suivantes, dont seulement quatre sont conservées actuellement (en gras) :
- Cyrtomium fortunei var. atropunctatum (Sa.Kurata) K.Iwats. - synonyme : Cyrtomium atropunctatum Sa.Kurata
- Cyrtomium fortunei var. clivicolum (Makino) Tagawa : voir Cyrtomium yamamotoi var. intermedium (Diels) Ching & K.H. Shing
- Cyrtomium fortunei fo. grossidens Hiyama
- Cyrtomium fortunei fo. intermedium (Diels) Ching : voir Cyrtomium yamamotoi var. intermedium (Diels) Ching & K.H. Shing[8]
- Cyrtomium fortunei var. intermedium (Diels) Tagawa : voir Cyrtomium yamamotoi var. intermedium (Diels) Ching & K.H. Shing
- Cyrtomium fortunei fo. latipinna Ching
- Cyrtomium fortunei fo. polypterum (Diels) Ching - synonymes : Cyrtomium falcatum var. polypterum (Diels) C.Chr., Polystichum falcatum fo. polypterum Diels